# Kreistreue Abbildung
Eine geometrische oder mathematische Abbildung der Ebene oder der Zahlenkugel auf sich heißt kreistreu oder kreisverwandt, wenn das Bild eines beliebigen Kreises stets wiederum ein Kreis ist. 
Diese besondere Eigenschaft besitzen beispielsweise die Ähnlichkeitsabbildungen und die stereographische Projektion. Die orientierungserhaltenden kreiserhaltenden Bijektionen der Riemannschen Zahlenkugel sind genau die Möbiustransformationen. 

## Definition
Eine Abbildung der Ebene {\displaystyle \mathbb {R} ^{2}} auf sich heißt kreistreu, wenn Kreise auf Kreise abgebildet werden.  Die Kreistreue bezieht sich nur auf die Kreislinie. Der Bildpunkt des Mittelpunktes des Urkreises ist im Allgemeinen nicht mit dem Mittelpunkt des Bildkreises identisch. Beispiele für kreistreue Abbildungen sind Ähnlichkeitsabbildungen wie Parallelverschiebungen, Drehungen, Achsen- und Punktspiegelungen oder zentrische Streckungen.
Eine Abbildung der Riemannschen Zahlenkugel {\displaystyle \mathbb {R} ^{2}\cup \left\{\infty \right\}} auf sich heißt kreistreu, wenn Kreise auf Kreise abgebildet werden, wobei Geraden in einer Ebene dabei als Kreise durch den unendlich fernen Punkt gelten. Neben den Ähnlichkeitsabbildungen hat man hier als kreistreue Abbildungen auch die stereographische Projektion und allgemein alle Möbiustransformationen.
Allgemeiner heißt eine Abbildung des {\displaystyle n}-dimensionalen euklidischen Raumes oder der {\displaystyle n}-dimensionalen Sphäre auf sich eine kreistreue Abbildung, wenn sie Kreise auf Kreise abbildet.

## Stereographische Projektion
Die stereographischen Projektion bildet eine Kugeloberfläche mit Hilfe einer Zentralprojektion auf eine Ebene ab, wobei das Projektionszentrum auf der Kugeloberfläche liegt. Das Bild des Projektionszentrums ist ein unendlich ferner Punkt, der der Ebene hinzugefügt wird. Die Ebene kann als Komplexe Zahlenebene aufgefasst werden, die um den unendlich fernen Punkt erweitert wird, und die Kugel als riemannsche Zahlenkugel. Die stereographischen Projektion bildet beide Flächen bijektiv aufeinander ab.
Das Prinzip der stereographischen Projektion war bereits in der Antike bekannt. Ihre Eigenschaft als kreistreue Abbildung der Himmelskugel auf eine Ebene soll um 130 v. Chr. von Hipparchos zum Bau eines Astrolabiums genutzt worden sein. Im 2. Jahrhundert n. Chr. wurde diese Abbildung von Ptolemäus ausführlich beschrieben und die Kreistreue geometrisch bewiesen. Wegen der Kreistreue werden kreisförmige Bahnen der Himmelskörper auch in ebenen Karten kreisförmig dargestellt. Diese Eigenschaft ermöglichte die einfache Konstruktion von Sternkarten, Navigationskarten oder von Zifferblättern astronomischer Uhren. Die kreisförmigen Sternbahnen am Himmel ließen sich mit Zirkeln auf ebene Scheiben zeichnen. Zur kartographischen Projektion der Erdoberfläche auf eine Karte wurde das Prinzip erstmals um 1500 angewandt und besonders von dem Nürnberger Astronom und Mathematiker Johannes Werner gefördert.

Veranschaulichung der Kreistreue der stereographischen Projektion

Die nebenstehende Abbildung zeigt den Schnitt durch eine Kugel. Dieser Schnitt enthält das Projektionszentrum {\displaystyle P} der stereographischen Projektion, den Berührpunkt {\displaystyle T} der Bildebene und Mittelpunkt {\displaystyle C} eines abzubildenden Kreises. Die Punkte {\displaystyle A} und {\displaystyle B} sind die beiden Punkte des Urkreises auf dem dargestellten Meridian, {\displaystyle A'} und {\displaystyle B'} deren Bildpunkte. Die Winkel im Kugelmittelpunkt {\displaystyle M} sind nach dem Kreiswinkelsatz doppelt so groß wie die zugehörigen Winkel in {\displaystyle P}. Die Winkel {\displaystyle \angle CMT} und {\displaystyle \angle CSA'} sind gleich groß, da ihre Schenkel paarweise senkrecht aufeinander stehen. Aus der Betrachtung der Winkelsumme in den Dreiecken {\displaystyle PB'T}, {\displaystyle PB'A'} und {\displaystyle BB'S} folgt schließlich, dass die rot dargestellten Winkel gleich groß sind. Die Projektionsstrahlen von {\displaystyle P} durch den Urbildkreis bilden einen Ellipsenkegel. Der Urbildkreis durch {\displaystyle A} und {\displaystyle B} sowie sein Bild durch {\displaystyle A'} und {\displaystyle B'} schneiden den Kegel im gleichen Winkel. Daher muss auch das Bild des Urkreises ein Kreis sein.

## Möbiustransformation
Möbiustransformationen bilden die komplexen Zahlen, erweitert um den unendlich fernen Punkt, auf sich selbst ab. Ihre allgemeine Formel ist gegeben durch
{\displaystyle \phi :z\mapsto {\frac {az+b}{cz+d}}},
wobei {\displaystyle a,b,c,d} komplexe Zahlen sind, die {\displaystyle ad-bc\neq 0} erfüllen. Durch diese Bedingung wird sichergestellt, dass {\displaystyle z} nicht auf einen festen Bildpunkt abgebildet wird und die Abbildung bijektiv ist.
Benannt sind sie nach August Ferdinand Möbius, der sie 1855 in seiner Arbeit Die Theorie der Kreisverwandtschaft in rein geometrischer Darstellung untersuchte und ihre Gruppeneigenschaft beschrieb.
Jede Möbiustransformation kann durch Verkettung der drei Elementartypen
- Translation ({\displaystyle \phi :z\mapsto z+b}),
- Drehstreckung ({\displaystyle \phi :z\mapsto az}) und
- Inversion ({\displaystyle \phi :z\mapsto {\tfrac {1}{z}}})

beschrieben werden. Die ersten beiden Abbildungen sind Ähnlichkeitsabbildungen und deshalb offensichtlich kreistreu. Da auch die Inversion kreistreu ist (s. nächster Abschnitt), sind Verkettungen dieser Abbildungen und damit jede Möbiustransformation kreistreu. Auch bei der Kombination mit einer stereographischen Projektion auf eine Kugel, Drehung der Kugel, Änderung des Projektionszentrums und Zurückprojektion auf die Ebene bleibt die Abbildung kreistreu.
Die kreistreuen und orientierungserhaltenden Abbildungen der komplexen Zahlenebene (einschließlich des unendlichen fernen Punkts) auf sich selbst sind genau die Möbiustransformationen. Sie sind außerdem winkeltreu (konform). Von allen konformen Abbildungen bilden nur sie diese Zahlenebene bijektiv auf sich selbst ab. Deshalb können konforme Abbildungen mit Hilfe der komplexen Zahlen sehr effektiv behandelt werden.

## Andere kreistreue Abbildungen
Weitere kreistreue Abbildungen sind die Achsenspiegelung und die Kreisspiegelung. Die Achsenspiegelung ist eine Kongruenzabbildung, bei der Kreisspiegelung liegen Urbildpunkt und Bildpunkt auf einer Halbgeraden durch den Kreismittelpunkt. Beide Abbildungen sind winkeltreu, jedoch wird die Orientierung der Winkel – anders als bei den orientierungserhaltenden Möbiustransformationen – umgekehrt.
Diese Abbildungen und ihre Verkettung mit orientierungserhaltenden Möbiustransformationen können mit Hilfe der konjugiert komplexen Zahl {\displaystyle {\bar {z}}} beschrieben werden durch:
{\displaystyle \phi :z\mapsto {\frac {a{\bar {z}}+b}{c{\bar {z}}+d}},\qquad ad-bc\neq 0}.
Diese Abbildungen beschreiben genau alle kreistreuen Abbildungen der Riemannschen Zahlenkugel.
Eine Inversion {\displaystyle z\mapsto {\tfrac {1}{z}}} setzt sich aus einer Achsen- und einer Kreisspiegelung zusammen, so dass bei ihr die Orientierung erhalten bleibt.

## Tissotsche Indikatrix
Bei Kartennetzentwürfen wird die lokale Verzerrung durch eine Tissotsche Indikatrix veranschaulicht, die das Bild eines Kreises als Verzerrungsellipse darstellt. Dadurch werden richtungsabhängige Streckenverzerrung im betrachteten Punkt ersichtlich. Bei konformen Abbildungen sind alle Verzerrungsellipsen Kreise. Diese „Kreistreue“ gilt aber im Allgemeinen nur lokal und nicht für Kreise beliebiger Größe.

## Kreistreue Abbildungen in höheren Dimensionen
Eine Abbildung {\displaystyle f\colon \mathbb {R} ^{n}\cup \left\{\infty \right\}\to \mathbb {R} ^{n}\cup \left\{\infty \right\}} heißt kreistreu, wenn sie Kreise in Kreise abbildet.
Dies ist genau dann der Fall, wenn sie sich als Hintereinanderausführung einer endlichen Anzahl von Ähnlichkeitsabbildungen sowie Spiegelungen in Hyperebenen und/oder Sphären darstellen lässt.
Insbesondere sind die orientierungserhaltenden kreistreuen Abbildungen genau die höherdimensionalen Möbiustransformationen.